# Dorothea Viehmann
Dorothea Viehmann (8 novembre 1755 - 17 novembre 1816) est une conteuse allemande. 
Ses histoires ont constitué une source importante pour les contes de fées recueillis par les frères Grimm. Ils ont été publiés, pour la plupart, dans le deuxième volume des Contes de l'enfance et du foyer.  
Dorothée Pierson était bilingue, parlant allemand et français. Elle vendait des produits agricoles au marché de Cassel et après rendait visite aux frères Grimm dans leur domicile, Wildemannsgasse 24 à Cassel. Elle y racontait des contes et légendes en allemand dont quelques-uns étaient d'origine française. 
Elle descendait d'Isaac Pierson huguenot de Metz installé à Berlin ayant fui la répression de Louis XIV après la Révocation de l'Edit de Nantes en 1685.  